# رودريك (قديس)
القديس برودريك (توفي في قبرة في قرطبة في 13 مارس 857) هو واحد من شهداء قرطبة. عرف عنه انه كان في قبرة وكان لديه شقيقان، واحد مسلم والآخر لم يكن له دين. عندما كانا في خلاف وتشاجرا، حاول بردريك التهدئة وحل الخلاف، لكنهم تحولوا ضده وضربوه. عندما فاق بردوردريك وجد ان اخيه المسلم ابلغ السلطات عنه انه اعتنق الإسلام. شهد برودريك انه ما زال كاثوليكيا ودافع عن انتمائه لايمانه، فتم اتهامة بالارتداد وفقا للشريعة الإسلامية. القي القبض عليه وقطعت رأسه مع سولومان في قرطبة. شيد دير ومستشفى باسمه في القرن السادس عشر تخليدا لذكراه. ويحتفل بعيده يوم 13 مارس من كل سنة.